# Длотовский, Александр Алексеевич
Алекса́ндр Алексе́евич Длото́вский (в ряде источников Длатовский; 1809—1868) — российский лесовод и педагог, профессор Горного корпуса и Лесного и межевого института; генерал-майор Корпуса лесничих.

## Биография
Александр Длотовский родился в 1809 году; из дворян. Получил образование в Лесном институте, который окончил в 1829 году, затем, в числе лучших, был отправлен в Германию, где слушал лекции в Нейштадт-Эберсвальдской Лесной академии.
Возвратившись из-за границы, А. А. Длотовский в 1834 году получил место преподавателя лесных наук в Лесном и Межевом институте и лесоводства в Горном кадетском корпусе, в 1844 году был произведен в чин майора и продолжал преподавательскую деятельность до 1866 года, затем перешел на службу по администрации и служил сначала управляющим Вятской палатой государственных имуществ, а затем, в чине генерал-майора, постоянным членом лесного аудиториата. 
В 1843 году А. Длатовский составил и издал известный в свое время «Курс лесовозобновления и лесоразведения, читанный в лесной роте Лесного и Межевого института» (X + 440 стр. СПб. 1843. Изд. министерства государственных имуществ), и для «Памятной книги для чинов губернского Лесного Управления» (3 части. СПб. 1845—48) написал отдел «Лесоразведение», представляющий перепечатку вышеназванного «Курса», с пропуском лишь одного отдела, заключающего описание древесных пород. Ряд своих трудов он поместил в «Лесном журнале».
Преподавал в Лесной школе в Лисино.
Скончался 3 июня 1868 года. 